# Мехралиев, Заур Манаф оглы
Заур Манаф оглы Мехралиев (азерб. Zaur Manaf oğlu Mehrəliyev; род. 14 декабря 1992) — российский и азербайджанский борец греко-римского стиля, участник чемпионатов мира и Кубка мира.

## Карьера
В июле 2009 года на четвёртой Спартакиаде учащихся России в Пензе одержал победу. В сентябре 2010 представляя Азербайджан на чемпионате мира в Москве в первой схватке уступил поляку Лукашу Банаку. В сентябре 2012 года в Паттайе стал бронзовым призёром юниорского чемпионата мира.

## Спортивные результаты
- Чемпионат Европы по борьбе среди юниоров 2010 — 8;
- Чемпионат мира по борьбе среди юниоров 2010 — 13;
- Чемпионат мира по борьбе 2010 — 18;
- Чемпионат мира по борьбе среди юниоров 2011 — 10;
- Кубок мира по борьбе 2012 — 10;
- Чемпионат Европы по борьбе среди юниоров 2012 — 10;
- Чемпионат мира по борьбе среди юниоров 2012 — ;
- Чемпионат мира по борьбе 2013 — 22;